# 琴之若晴將
琴之若晴將（日语：／ Kotonowaka Terumasa，1968年5月15日—），原名鎌谷滿也（日语：／ Kamatani Mitsuya）（舊姓今野），日本山形縣尾花澤市出身的前大相撲力士。身高191cm、體重181kg，血型b型，最高位置是西關脇，所屬的相撲部屋是佐渡嶽部屋。興趣是書法。
他是前橫綱琴櫻傑將的女婿，在岳父退休後繼承部屋，現在是第13代年寄佐渡嶽滿宗。他的兒子琴櫻將傑（原四股名琴之若傑太）也是專業相撲力士，三人共同構成日本相撲史上首組「三代關脇」組合。

## 生涯
在初中時，鎌谷已經是1.87m，他練習柔道和鉛球，甚至還代表縣參加了全東北鉛球錦標賽。他後來被一位佐渡嶽部屋的支持者勸誘開始學習相撲。他原本打算在1984年3月與琴錦功宗一起加入，但由於高血壓而身體虛弱，使入門推遲了兩個月。
起初他以今野本名作賽，最終於1988年選用琴之若作四股名。花了六年的時間，他在1990年7月到達十兩級別，獲得了關取地位。他於1990年11月首次到達幕內級，並一直保持在榜首從1991年3月開始進入三役。他1993年9月首次晉級小結，後來回到前頭級別(同年11月再小結)，到1999年1月昇至關脇，
琴之若從未贏得過優勝，但他有8枚擊敗橫綱的金星，其中3場勝利是對貴乃花光司(另有兩次是擊敗朝青龍)，在他漫長的職業生涯中，他還獲得了5次敢鬥賞和2次殊勳賞，第一次是1995年7月，距他在幕內級首次亮相已經近五年了。他在90場比賽中名列前茅，這是歷史上排名第八的選手，並且他是為數不多的贏得600場以上比賽的力士之一。在2000年3月之前，他幾乎沒有受傷，那時他的左膝蓋在訓練中受了重傷，這困擾了他整個職業生涯。
他在2003年11月再次膝蓋受傷，並且是最後一名能夠在廢除公傷制度系統之前發揮作用的力士(可使橫綱以下的力士在休場時不會立即被降級)，他也是當時少數在女性中頗有人氣的力士。

## 引退
在2005年11月的比賽中(當時35歲)，他宣布引退並立即繼承佐渡嶽部屋(因他岳父已達到65歲的法定退休年齡)。
琴之若出任親方後培養出琴春日桂吾等力士，在2010年因同部屋的大關琴光喜啓司因涉及大相撲棒球賭博問題被解聘，在審判部職務被降格兩級。
2011年，佐渡嶽親方看到了琴勇輝一岩達到了關取的行列，而琴獎菊和弘晉升為大關，這是日本自琴光喜以來首位晉級這一級別的力士。琴勇輝於2013年1月成為他的第一個幕內級新人。